# Rukosin
Rukosin – wieś kociewska w Polsce położona w województwie pomorskim, w powiecie tczewskim, w gminie Tczew przy drodze wojewódzkiej nr .
W latach 1975–1998 miejscowość administracyjnie należała do województwa gdańskiego.